# مهندسی شکاف باند
مهندسی باند انرژی فرآیند کنترل یا تغییر شکاف باند یک ماده است. این معمولاً برای نیمه‌هادیها با کنترل ترکیب آلیاژها، ساختن مواد لایه ای با ترکیبات متناوب، یا با القای کرنش به صورت همپایه یا توپولوژیک برای نیمه‌هادی‌ها انجام می‌شود. شکاف نواری محدوده ای در یک جامد است که در آن هیچ حالت الکترونی وجود ندارد. فاصله نواری عایق‌ها بسیار بیشتر از نیمه‌هادی‌ها است. رساناها یا فلزات نسبت به نیمه‌هادی‌ها شکاف نواری بسیار کوچکتر یا وجود ندارد زیرا باندهای ظرفیت و رسانایی همپوشانی دارند. کنترل شکاف باند امکان ایجاد خواص الکتریکی مطلوب را فراهم می کند.

## اپیتاکسی پرتو مولکولی (MBE)
اپیتاکسی پرتو مولکولی تکنیکی است که برای ساخت لایه‌های همپای نازک از مواد مختلف از اکسیدها تا نیمه‌هادی‌ها و فلزات استفاده می‌شود. پرتوهای مختلف اتم ها و مولکول ها در یک محیط خلاء فوق‌العاده بالا به یک کریستال تقریباً تمیز اتمی شلیک می‌شوند و یک اثر لایه بندی ایجاد می‌کنند. این یک نوع رسوب لایه نازک است. نیمه‌هادی‌ها به دلیل استفاده از آنها در الکترونیک، پرمصرف‌ترین مواد هستند. فناوری‌هایی مانند دستگاه‌های چاه کوانتومی، سوپرشبکه ها و لیزرها با MBE امکان پذیر است. فیلم‌های اپیتاکسیال به دلیل توانایی آن‌ها در تولید با خواص الکتریکی متفاوت از زیرلایه، یا خلوص بالاتر، یا نقص‌های کمتر یا با غلظت متفاوت ناخالصی‌های فعال الکتریکی، مفید هستند.  تغییر ترکیب مواد، شکاف نواری را به دلیل پیوند اتم‌های مختلف با شکاف‌های سطح انرژی متفاوت تغییر می‌دهد.

## مهندسی نوار انرژی ناشی از کرنش
مواد نیمه‌رسانا به دلیل اثرات محصور شدن کوانتومی می‌توانند با القای فشار از اندازه‌ها و شکل‌های قابل تنظیم تغییر کنند. به دلیل محدودیت الاستیک بالای نانوساختارهای نیمه‌رسانا، یک محدوده باند قابل تنظیم بزرگتر امکان پذیر است (Guerra and Guerra and Vezenov),  و Guerra و Vezenov). کرنش نسبت امتداد به طول اولیه است و می‌تواند در مقیاس نانو استفاده شود..
تولین و گوئرا (2008) از نظر تئوری یک روش القای کرنش را که برای مهندسی خواص ماده آناتاز تیتانیا استفاده می‌کردند، تعیین کردند. آنها ساختار نوار الکترونیکی آن را در محدوده ای از کرنش دو محوری با استفاده از هر دو نظریه تابعی چگالی در تقریب گرادیان تعمیم یافته (GGA) و محاسبات نظریه شبه ذره در تقریب GW مورد مطالعه قرار دادند. آنها دریافتند که ماده اصلاح شده با کرنش برای استفاده به عنوان یک فوتوآند با کارایی بالا در یک سلول فوتوالکتروشیمیایی مناسب است. آنها تغییرات شکاف باند و جرم موثر حامل بار را در مقابل فشار کل مرتبط با شبکه کرنش شده دنبال کردند. هر دو تقریب GGA و GW یک رابطه خطی بین تغییر در شکاف باند و فشار کل را پیش‌بینی می‌کنند، اما آنها دریافتند که GGA شیب را با توجه به نتیجه تقریب GW 0.0685 eV/GPa بیش از 57 درصد دست کم می‌گیرد.

### نانوسیم های اکسید روی
نانوسیم‌های ZnO در نانو ژنراتورها، ترانزیستورهای اثر میدان نانوسیم، دیودهای پیزوالکتریک و حسگرهای شیمیایی استفاده می‌شوند. مطالعات متعددی در مورد تأثیر کرنش بر خواص فیزیکی مختلف انجام شده است. نانوسیم‌های اکسید روی دوپ‌شده با Sb، تغییر در مقاومت را در هنگام قرار گرفتن در معرض کرنش تجربه می‌کنند. کرنش خمشی می تواند باعث افزایش رسانایی الکتریکی شود. کرنش همچنین می تواند باعث تغییر خواص حمل و نقل و تغییرات باند شکاف شود. با همبستگی این دو اثر تحت آزمایش، می توان تغییر خواص حمل و نقل را به عنوان تابعی از شکاف باند ایجاد کرد. اندازه‌گیری‌های الکتریکی با استفاده از سیستم کاوشگر میکروسکوپ الکترونی انتقال تونل روبشی به دست می‌آیند.

## مهندسی شکاف انرژی نانوروبان‌های گرافن
هنگامی که نوارهای گرافنی تولید شده به صورت لیتوگرافی به صورت جانبی در بار محصور می شوند، یک شکاف انرژی در نزدیکی نقطه خنثی بار ایجاد می‌کند. هرچه نوارها باریکتر باشند، براساس رسانایی وابسته به دما، منافذ انرژی بزرگتری ایجاد می‌کنند. یک نوار باریک یک سیستم شبه یک‌‌‌بعدی در نظر گرفته می‌شود که در آن باز شدن شکاف باند انرژی انتظار می‌رود. صفحات منفرد گرافن به صورت مکانیکی از کریستال‌های گرافیت توده‌ای بر روی یک بستر سیلیکونی استخراج می‌شوند و با الکترودهای فلزی کروم / طلا در تماس هستند. سیلسسکویوکسان هیدروژن روی نمونه‌ها چرخانده می‌شود تا یک ماسک اچ تشکیل شود و سپس از پلاسمای اکسیژن برای حک کردن گرافن محافظت نشده استفاده می‌شود.